# پناهگاه حیات وحش زله‌زرد
پناهگاه حیات وحش زله‌زرد یک پناهگاه حیات وحش با مساحت ۳۹۴۹۵ هکتار است که در استان کرمانشاه در ایران قرار دارد. این پناهگاه حیات وحش طبق مصوبهٔ شمارهٔ ۶۲۵ در تاریخ ۹۹/۱۱/۰۶ در فهرست مناطق تحت حفاظت سازمان محیط زیست ایران قرار گرفت.